# فرانچسکو دوم آچایولی

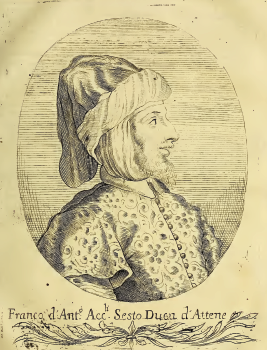
نگاره‌‌ای از فرانچسکو دوم آچایولی - اثر ۱۷۰۷

فرانچسکو دوم آچایولی (انگلیسی: Francesco II Acciaioli؛ زادهٔ ۱۴۶۰)، پسر آنتونیو دوم آچایولی و ماریا زورزی بود. از او به عنوان آخرین دوک آتن یاد می‌شود. او تنها دو سال بر مسند قدرت بود تا آن‌که نیروهای تُرک در سال ۱۴۵۶ شهر را محاصره کردند. با وجود مقاومت دو سالهٔ فرانچسکو، سرانجام بارسیدن سلطان محمد دوم به آتن، شهر تسلیم نیروهای عثمانی گردید. با این‌حال فرانچسکو توانست قدرت خویش را در تبس (تبای) حفظ کند.